# Miho Saeki
Miho Saeki (jap. 佐伯 美穂, Saeki Miho; * 18. März 1976 in New York, Vereinigte Staaten) ist eine ehemalige japanische Tennisspielerin.

## Karriere
Saeki, die bevorzugt auf Hartplätzen spielte, begann im Alter von elf Jahren mit dem Tennissport. Mit 18 wurde sie Profispielerin.
Sie gewann insgesamt vier Doppeltitel auf der WTA Tour sowie 16 Einzel- und acht Doppeltitel bei ITF-Turnieren.
1998 und 1999 bestritt sie sechs Partien (alle im Einzel) für die japanische Fed-Cup-Mannschaft, von denen sie drei gewann.
Im Februar 2007 trat Miho Saeki zu ihrem letzten Profimatch an – bei einem ITF-Turnier in den Vereinigten Staaten.

## Turniersiege

### Doppel
| Nr. | Datum         | Turnier | Kategorie    | Belag     | Partnerin      | Finalgegnerinnen               | Ergebnis      |
| --- | ------------- | ------- | ------------ | --------- | -------------- | ------------------------------ | ------------- |
| 1.  | April 1995    | Tokio   | WTA Tier III | Hartplatz | Yuka Yoshida   | Kyōko Nagatsuka Ai Sugiyama    | 6:7, 6:4, 7:6 |
| 2.  | Oktober 1996  | Peking  | WTA Tier IV  | Hartplatz | Naoko Kijimuta | Yuko Hosoki Kazue Takuma       | 7:5, 6:4      |
| 3.  | November 1996 | Pattaya | WTA Tier IV  | Hartplatz | Yuka Yoshida   | Tina Križan Nana Miyagi        | 6:2, 6:3      |
| 4.  | Februar 2005  | Memphis | WTA Tier III | Hartplatz | Yuka Yoshida   | Laura Granville Abigail Spears | 6:3, 6:4      |

## Abschneiden bei Grand-Slam-Turnieren

### Einzel
| Turnier         | 1997 | 1998 | 1999 | Karriere |
| --------------- | ---- | ---- | ---- | -------- |
| Australian Open | 1    | 2    | 2    | 2        |
| French Open     | 1    | 3    | 1    | 3        |
| Wimbledon       | 1    | 1    | 2    | 2        |
| US Open         | 1    | 2    | —    | 2        |

### Doppel
| Turnier         | 1995 | 1996 | 1997 | 1998 | 1999 | 2000–2001 | 2002 | Karriere |
| --------------- | ---- | ---- | ---- | ---- | ---- | --------- | ---- | -------- |
| Australian Open | —    | 2    | 1    | 1    | 1    | —         | —    | 2        |
| French Open     | 1    | —    | 2    | 1    | 2    | —         | —    | 2        |
| Wimbledon       | —    | —    | 2    | 2    | 1    | —         | —    | 2        |
| US Open         | —    | 1    | 1    | VF   | 1    | —         | 1    | VF       |